# Hoy es domingo (canción de Diego Torres)
«Hoy es domingo» es una canción del cantautor argentino Diego Torres publicado el 10 de julio de 2015, como el primer sencillo de su octavo álbum de estudio Buena vida. La canción fue coescrita por Beatriz Luengo, Yotuel Romero y Antonio Rayo Gibo y cuenta artista panameño Rubén Blades."Hoy Es Domingo" recibió una nominación a la canción del año en la 16.ª edición de los Latin Grammy.

## Videoclip
El video musical fue filmado en la Ciudad de Panamá y Buenos Aires, Argentina, y cuenta con Torres y Blades disfrutando de un "domingo por la tarde", comer y beber. El video fue dirigido por Gus Carballo.

## Lista de canciones
| Digital download |                                     |          |  |
| N.º              | Título                              | Duración |  |
| 1.               | «Hoy Es Domingo» (con Rubén Blades) | 4:37     |  |

## Posiciones
| Listas (2015)                      | Posición alta |
| ---------------------------------- | ------------- |
| Estados Unidos (Hot Latin Songs)   | 34            |
| Estados Unidos (Latin Pop Airplay) | 20            |
| Estados Unidos (Tropical Airplay)  | 27            |